# 同性婚姻法制化
目前，全球共計已有39個國家在全國或非全國性范围内将同性婚姻法制化，依时间顺序分别为：荷蘭（2001年），比利時（2003年），西班牙（2005年），加拿大（2005年），南非（2006年），挪威（2009年），瑞典（2009年），葡萄牙（2010年），冰島（2010年），阿根廷（2010年），丹麥（2012年），巴西（2013年），法國（2013年），烏拉圭（2013年），新西蘭（2013年），英國（2014年、2019年），盧森堡（2015年），墨西哥部分地區（2015年），美國（2015年），愛爾蘭（2015年），哥倫比亞（2016年），芬蘭（2017年），馬耳他（2017年），德國（2017年），澳大利亞（2017年），奧地利（2019年），中華民國 （2019年），厄瓜多尔（2019年），哥斯大黎加（2020年），瑞士（2021年）， 智利（2021年），斯洛維尼亞（2022年），古巴（2022年）， 安道爾（2023年），愛沙尼亞（2024年），希臘（2024年），尼泊爾（2024年），列支敦斯登（2025年）和泰國（2025年）。

## 各地情況

### 非洲

#### 南非
在南非，随着《民事结合法案》（Civil Unions Bill）在当月早些时候获得國会通过（國民議會230票對41票；省級事務委員會36票對11票），同性婚姻于2006年11月30日正式通過。此次法案表決，該國執政黨非洲民族議會下令議會成員要投贊成票，除主要反對黨民主联盟開放自由投票外，多數在野小黨投下反對票。
此前即2005年12月1日，南非宪法法院判決未保障同性婚姻違憲，要求南非議會在2006年12月1日前承认同性婚姻。因此，南非成为了世界上第五个，也是非洲第一个承认同性婚姻的国家。

#### 其他非洲國家
- 納米比亞同性婚姻
- 波札那同性婚姻

### 亞洲

#### 中国大陆
《中華人民共和國婚姻法》將婚姻預設为一夫一妻、男女平等的婚姻制度，法律制定時，未考慮到同性婚姻以及其他形式的民事結合的需求和可能性。
2015年12月16日，孫文麟和胡明亮起訴湖南省長沙市芙蓉區民政局要求登記結婚，為「同性戀婚姻維權第一案」，他主張《婚姻法》原文並未要求「一男一女」，而是「一夫一妻」。而『一夫一妻』並不是指要一男一女的異性戀才能結婚，而是男男、女女、男女都可以結婚，這樣的法律才算是沒有歧視的。」。2016年4月13日，長沙芙蓉區中級人民法院判原告敗訴，社會學家李银河表示：「他們做這件事是很有勇氣的事情，即使失敗也要堅持，也要爭取自己的權利。勝訴的可能性非常小，因為它只是按照現行的婚姻法做另一種解釋，這東西不足以推翻原來的條文，所以還是象徵意義比實質意義大」。
中華人民共和國政府1997年將同性性行為除罪，2001年將同性戀從精神疾病名錄中刪除，不过政府對於同志議題仍秉持三不政策（不支持、不鼓勵、不反對）。雖然中國大陆LGBT組織作為公民社會的一部分，近年來表現活躍，但它的數量和影響力仍然不足以改變中國大陆同性婚姻的現狀。
2018年4月15日，官方媒体人民日报在其名为人民日报评论的微信账号中发文表示:
“性倾向不止一种，不管是同性恋还是双性恋都属正常，绝不是疾病。”
2019年起，中国大陆各地公证处开放办理同性伴侣意定监护公证。

#### 香港
香港受各方文化影响，對LGBT群體持寬容態度，普遍不歧視LGBT群体，2023年的民意調查顯示，香港不反對同性戀婚姻的比率為83%，當中60%受訪者支持同性婚姻，表示持中立態度的有23%，不支持的有17%，另外，支持反歧視立法的人亦逾7成。
香港曾有公務員成功起訴香港政府不給予其同性伴侶（已在外國合法註冊）相關福利，被喻為香港同性婚姻合法化一大進步。但是律政司在中等法院上訴得直。2019年6月，該公務員勝訴，香港法院進一步判定同性結合的公務員可以獲得已婚公務員福利，並可合併報稅。
2018年7月，女同志QT勝訴，香港法院首次承認外地同志結合，意味異性伴侶一向享有的權利，例如案中的受養人權利，已結合的同性伴侶都應該擁有。
2023年9月5日香港終審法院裁定岑子杰上訴部分勝訴，法院宣告香港基本法及香港人權法案雖然無保障同性婚姻的法律義務，但香港法律不讓同性戀者結婚，造成同性戀者許多生活上的困擾，違反《人權法案》賦予的權利。
2025年7月，政府建議立法承認在海外登記的同性婚姻或民事結合關係。

#### 澳門
澳門民法典把婚姻定義為「男女雙方，擬按照本法典所規定之完全共同生活方式建立家庭而訂立之合同。」

#### 以色列
以色列高等法院裁定尊重其他國家授予的同性婚姻關係，以使其承認其他國家民事婚姻政策的意見相一致。但是以色列因法律規定婚姻需獲拉比確認，因此不承認在本國領土的同性婚姻。
一項試圖推翻高院裁決的議案於2006年12月遞交到議會後一直沒有獲得任何進展。試圖將婚姻民事化（包括承認同性婚姻）的議案於2012年5月16日在議會以39-11的投票結果落敗。

#### 泰國
泰國司法部在2018年11月初提出最新版的「同性生活伴侶註冊法」《Same Sex Life Partnership Registration Bill》草案，同月12日到16日也在曼谷、清邁等地舉行公聽會。根據最新版的「同性生活伴侶註冊法」草案，伴侶關係在法律上是「民事上的結合」而不是「婚姻裡的配偶」，其法律用字是『伴侶』，同年12月25日泰國軍政府內閣批准了該法案，仍待國會通過。由於泰國國會有待解決的積壓法案不少，此「同性生活伴侶註冊法」直到2019年3月24日全國大選日都尚未處理。
根據泰國「同性生活伴侶註冊法」草案內容，同性伴侶可享有財產分配、遺產繼承等權利，預估能享有現行異性婚姻約9成的權利，不過，像是健保教育福利、公職人員的稅務減免，以及涉及家庭組成的事務如領養和人工生殖技術的權利，都不像異性戀夫妻一樣受到明文保障，所以有部分泰國同志擔心，隨者專法制訂會產生「二等公民」等相關的爭議。
2024年3月27日，泰國國會下議院以400票贊成、10票反對的通過同性婚姻法案，上議院於同年6月18日以130票贊成、4票反對通過，泰王於2024年9月24日御准，120日後(2025年1月23日)成為法律。

#### 中華民國
2011年，陳敬學與高治瑋為了爭取平等結婚權，向臺北高等行政法院提起行政訴訟。2012年12月18日，尤美女委員提出婚姻民法修正案，進入一讀送入司法及法制委員會。2013年10月25日，台灣伴侶權益推動聯盟將費時兩年起草的「多元成家立法草案」的第一部分，即婚姻平權草案透過鄭麗君委員進入一讀，交付司法及法制委員會審查。2014年12月22日，司法及法制委員會排審「婚姻平權草案」，會中立委意見分歧，不少委員迴避拒審，以致審查並無進度。並在2016年1月第八屆立法會議結束後，因屆期不連續，而終止審查。
2015年11月，大約在大選前兩個月，民進黨總統候選人蔡英文宣布支持婚姻平權。2016年10月，立法院包含民進黨、時代力量、國民黨部分立委再次推動婚姻民法修正案。，同年11月8日法案在立法院進入一讀，法案送交司法及法制委員會，12月26日委員會完成審查，送交黨團協商。
2017年3月24日，司法院大法官會議召開憲法法庭進行言詞辯論。5月24日，司法院公布經大法官會議決議的釋字第748號解釋文，宣告现行《民法》未保障同性二人的婚姻自由及平等權已屬违宪，要求立法机关两年内完成相關法律之修正或制定，以保障同性婚姻的权利，成為亞洲首例。6月1日，行政院宣布擴大同性伴侶註記在全國範圍適用，並可跨區辦理。屆時，同性伴侶註記登記者可率先實現四大權利：一、具醫療法關係人之身份，可簽署手術、侵入性檢查等醫療同意書、與擁有醫療資訊知情權；二、同性伴侶重病可申請家庭照顧假；三、代同性伴侶申辦護照；四、戶政機關會出具公文，證明同性伴侶身份。 
2018年11月24日，中華民國全國性公民投票，其第10、12案通過，限定同性婚姻無法直接修改民法，需以其他形式讓釋字第748號釋憲案得以實現。司法院聲明公民投票案第10案及第12案所創制之立法原則，據此程序審議完成之法律，仍屬法律位階，不得牴觸憲法，亦不得牴觸具有相當於憲法位階效力之司法院解釋。
2019年5月17日立法院會同婚專法二讀逐條表決，最受注目的第四條之條文以66：27票通過，多數民進黨委員、時代力量委員和少數國民黨委員支持，多數國民黨委員、親民黨委員和1位民進黨委員反對，最終《司法院釋字第748號解釋施行法》三讀通過，同年5月22日總統蔡英文公布，自同年5月24日施行，保障相同性別2人可向戶政機關辦理結婚登記，這也讓中華民國（臺灣）成為亞洲第一個同性婚姻立法的國家。

#### 其他亞洲國家
- 東北亞
  - 日本同性婚姻
  - 韓國同性婚姻

- 東南亞
  - 菲律賓同性婚姻
  - 越南同性婚姻
  - 柬埔寨同性婚姻
  - 新加坡同性婚姻

- 南亞
  - 尼泊爾同性婚姻
  - 印度同性婚姻
  - 不丹同性婚姻

### 歐洲

#### 荷蘭
荷蘭於1995年指派一個特別委員會就同性婚姻問題進行研究，當時的荷蘭中間偏左聯合政府寇克第二內閣宣佈將遵循該委員會的建議將婚姻法擴展至包括同性伴侶，成為全球第一個通過同性婚姻的國家。
荷蘭國會中，當時的執政聯盟工黨、自由民主人民黨、民主66，在野的綠黨、社會黨傾向支持，在野的基督教民主呼籲、基督教聯盟、改革宗政治黨傾向反對。最終，同性婚姻法案於2000年在眾議院（109票對33票）和參議院（49票對26票）先後獲得通過，並於2001年4月1日生效。
在荷蘭位於加勒比海的直轄市博奈尔，聖尤斯特歇斯和薩巴裡，婚姻對同性伴侶開放。允許同性婚姻在這些直轄市進行的法案於2012年10月10日生效。荷蘭王國的其他加勒比海領地，包括阿魯巴，庫拉索島和聖馬丁島，皆未通過同性婚姻，但是必須承認在荷蘭本地登記的同性婚姻。

#### 比利時
伏思達第一內閣在1999年的競選中，以支持同性婚姻作為選舉政見。比利時聯邦議會中，荷語自由民主黨、荷語基督教民主黨、荷語社會黨、法語社會黨、荷語綠黨、法語綠黨、人民聯盟（後改組為新弗拉芒聯盟）傾向支持，佛拉蒙集團（後改組為佛拉蒙利益黨）全數反對。人文主義民主中心（前法語基督教社會黨）投反對票或缺席，法語革新運動黨則支持反對分歧。
最終法案在比利時參議院（46票對15票）和比利時眾議院（91票對22票）先後獲得通過，並於2003年6月1日生效。比利時成為全球第二個承認同性婚姻的國家。
比利時允許外國同性伴侶的婚姻，如果他們的原籍國承認這種結合。但是2004年10月通過的立法允許任何一對伴侶，只要當中任何一人在該國居住3個月以上在比利時結婚。2006年一項通過的法令，承認同性伴侶共同收養的權利。

#### 西班牙
自法律於2005年7月3日生效後，西班牙成為全球第三個通過同性婚姻的國家。
2004年大選，由何塞·路易斯·羅德里格斯·薩帕特羅領導的西班牙工人社會黨贏得選舉，薩帕特羅領導的社會黨政府提出競選中提及的同性婚姻法案，包括同性伴侶的領養權。在經過多輪辯論後，同性婚姻法案於2005年6月30日在西班牙議會得到通過（眾議院以187票對147票，推翻在參議院由在野人民黨主導的否決案）。
西班牙國王胡安·卡洛斯一世有30天的時間考慮是否御准該法案。但實際上，國王在法案送達當日的7月1日，即簽名御准。法律於2005年7月2日頒布。該法律得到多數西班牙人的支持。

#### 挪威
2008年6月11日，挪威國會（在2009年合併為一院制）下議院84票對41票，上議院23票對17票，先後通過3月14日提交的「同性婚姻法」。該法案由工黨、社會主義左翼黨、中間黨結盟組成的史托騰伯格第二內閣所提出，並得到在野的保守黨和自由黨支持。該法案的主要反對者為來自進步黨和基督教民主黨成員。

#### 瑞典
2009年4月1日，瑞典議會以261票對22票通過一項新的性別中立婚姻法案。該項法案獲得了除基督教民主黨（聯合政府賴因費爾特內閣中的右翼小黨）以外所有國會政黨（瑞典社會民主工人黨、左翼黨、綠色環境黨、中間黨、溫和黨、自由黨）的支持。

#### 葡萄牙
葡萄牙社會黨總理若瑟·蘇格拉底發起的同性婚姻法案，於2010年2月經共和國議會（125票對99票）通過。該法案得到其他左翼政黨左翼集團、生態主義黨「綠黨」和葡萄牙共產黨的支持，而右翼社會民主黨和民主和社會中心－人民黨反對。社會民主黨總統阿尼巴爾·卡瓦科·席瓦反對該法案，但因支持議員佔大多數足以推翻否決權，批准該法案通過。

#### 冰島
2010年6月11日，冰島議會（49票對0票，14票棄權）通過社會民主聯盟及左翼綠色運動聯合政府提案的「單一婚姻法案」，反對黨進步黨，以及獨立黨的成員亦支持該法案。2010年6月27日，法案正式生效。前總理約翰娜·西於爾扎多蒂和她的伴侶是首批結婚的同性伴侶之一。

#### 丹麥
丹麥是第一個在1989年通過註冊伴侶關係承認同性民事結合的國家。
2011年10月，丹麥新的中間偏左政府托寧-施密特內閣（社會民主黨、丹麥社會自由黨、社會主義人民黨所組聯合內閣）宣布計劃在2012年春天將同性婚姻立法。主要在野黨丹麥自由黨，以及在野小黨團結名單－紅綠聯盟、自由聯盟 (丹麥)、保守人民黨中，有多位議員支持。該法主要遭到右派民粹主義的丹麥人民黨反對。
2012年6月7日，丹麥議會以85票對24票(68票缺席2票棄權)批准了關於同性世俗婚姻和宗教婚姻的新法。這些法律允許同性伴侶在丹麥教堂舉行婚禮。這些法案在6月12日獲得皇室御准，並於當年6月15日起生效。

#### 法國
法國早於1999年通過民事結合制度。
隨著奧朗德於2012年5月份當選為法國總統和隨後的國民議會選舉中，社會黨取得下議院法國國民議會的多數席位組成埃羅內閣，新總理讓-馬克·埃羅表示，同性婚姻法案已起草完畢，並將會獲得通過。執政的左派社會黨，及其盟友左派激進黨、民主與共和左翼黨團、歐洲生態－綠黨等，大多數支持，主要的反對黨人民運動聯盟（後更名為共和黨）和
在野的民族陣線（後更名為國民聯盟）以及民主人士和獨立人士聯盟大多數反對。
法國政府於2012年11月17日向國民議會遞交同性婚姻立法案，《344號法案》。該法案的第一條將婚姻定義為兩人之間的一項協議，並於2013年2月2日中以249-97的投票獲得通過。由於反對黨拖延議事程序，直到2013年2月12日，國民議會才以329-229的投票通過整部法案。2013年4月12日，法國參議院以171-165的投票決定同性婚姻立法案，並且對其進行部分修訂。4月23日，該修訂法案在國民議會以331-225票的結果獲得通過。
法國議會的投票結果公佈後，反對同性婚姻合法化的人士進行了數場大規模的遊行示威。在巴黎和里昂，示威者與警察衝突，發生暴力事件。該事件也動員了法國極右派，包括新納粹組織。2013年1月13日、3月24日及5月26日，法國有號召群眾參與的反對同性婚姻的大遊行。
反對該法的主要右翼反對黨人民運動聯盟挑戰該法至法國憲法委員會。該委員會有一個月的時間裁決該法律是否合憲。憲法委員會此前曾裁定同性婚姻的問題應該由立法機關決定，因此人民運動聯盟要推翻該法的機會很渺茫。2013年5月17日，憲法委員會裁決該法合憲。2013年5月18日，奧朗德簽署成為法律。
2017年就任法國總統，任內計畫推動開放女同性戀者和單身女性適用醫學人工生殖法。國民議會在2019年以執政黨共和國前進！（後更名為復興黨）掌握多數，對政府來說，有利於推行法案。10月15日國民議會以359票同意、114票反對、72票棄權的結果通過草案。待2020年參議院審議法案。

#### 英國
英國同性婚姻自2005年開始，同性伴侶可締結民事伴侶關係。
 英格蘭及  威爾士
2006年，高院法院拒絕了一對在加拿大合法結婚的女同性戀伴侶承認其關係為「婚姻」的請求。2011年9月，卡麥隆-克萊格聯合政府宣布其意圖在下屆選舉於2015年5月舉行前在英格蘭和威爾士引入同性婚姻。但是，英國政府為英格蘭和蘇格蘭的諮詢並沒有包括宗教儀式的條款。2012年5月，三大宗教組織（貴格會教，自由猶太教和一神論教）寫信給，要求它們被允許主持同性婚姻儀式。
2012年，英國政府完成英格蘭及威爾斯同性婚姻立法的諮詢，作為對其諮詢的回應，政府表示，現在其意圖為「……使得希望為同性婚姻舉行儀式之宗教組織，僅在其獲得許可之後方可進行。」2012年12月，保守黨的黨魁兼首相表示雖然他支持同性婚姻可以在宗教的氛圍中進行，但是新法會提供條款保證沒有宗教組織會被強迫進行這樣的儀式。
2013年2月5日，英國下議院就《婚姻（同性伴侶）法案》進行辯論，該法案獲得在野的工黨及聯合內閣之一的自由民主黨支持，保守黨成員有近半數支持，在二讀中以400-175的投票結果獲得通過。三讀於2013年5月21日進行，並以366-161的投票結果獲得通過。2013年6月4日，在上議院以390-148的投票結果否決一項「拒絕二讀的附帶決議」之後，法案通過二讀。2013年7月15日，法案在英國上議院進行三讀，並退回下議院等待下議院再次批准上議院的修改。2013年7月16日，下議院批准上議院的修改，並於2013年7月17日得到皇家御准，正式成為《2013年婚姻（同性伴侶）法》。2014年3月28日正式立法。
 蘇格蘭
蘇格蘭政府也為此議題進行了三個月的諮詢。諮詢於2011年12月9日結束，結果於2012年7月發布。
與英格蘭和威爾士進行的諮詢不同，蘇格蘭的諮詢同時考慮了世俗和宗教同性婚姻。雖然蘇格蘭政府傾向支持同性婚姻立法，但是也表明新的法律不得迫使任何宗教主體進行婚姻儀式。蘇格蘭的諮詢收到了77,000份回饋。政府於2013年6月27日發布了草案。為了保證宗教組織和神職人員的宗教自由，蘇格蘭政府相信需要修改《2010年平等法案》，並就此與英國政府進行溝通。因此，蘇格蘭的同性婚姻在此之前預計不會發生。此前慶祝同性婚姻在英格蘭和威爾士獲得通過的平權人士表示，他們會繼續平權運動，將同性婚姻擴展至蘇格蘭和北愛爾蘭。
2014年2月5日，蘇格蘭議會以105票對18票（蘇格蘭民族黨、蘇格蘭工黨傾向支持，蘇格蘭自由民主黨、蘇格蘭綠黨全數支持，蘇格蘭保守黨近半支持過半反對），表決通過同性婚姻法案，為全球第17個通過此項法案的國家或地區。
 北愛爾蘭
2014年北愛爾蘭政府表示無意就同性婚姻進行立法，但2017年執政聯盟解散後至今都呈現無法組成政府的狀態。2019年7月，英國國會以383-73的投票結果通過一項同性婚姻立法的修正案。北愛爾蘭於同年10月21日仍無法組成政府進行覆議，最後該修正案於10月21日自動生效。

#### 盧森堡
新政府貝特爾-施耐德聯合內閣於2013年12月4日組建，任職的民主黨首相為公開的男同性戀者。新政府聯盟的協議中包括給予同性伴侶婚姻和領養的權利。2014年3月19日，議會的法律事務委員會完成對婚姻改革法案的審查，並交付至國務委員會。2014年5月28日，法律事務委員會通過該法案。除了另類民主改革黨(ADR)反對外，其他政黨民主黨、盧森堡社會工人黨、基督教社會人民黨、綠黨 (盧森堡)等都表態支持。
2014年6月18日，盧森堡眾議院以壓倒性多數56-4，通過同性婚姻以及同性伴侶認養子女的相關法案，於2015年1月1日開始施行。

#### 愛爾蘭
2011年大選之後，愛爾蘭統一黨和愛爾蘭工黨組成聯合政府。之後聯合政府為兌現之前的選舉承諾，成立憲法委員會來研究同性婚姻的可行性。在2013年12月，愛爾蘭總理恩達·肯尼表示會在2015年5月22號舉行修憲公投，以解決憲法層次的障礙。愛爾蘭議會當時所有的政黨：工黨、綠黨、社會黨、新芬黨、共和黨、愛爾蘭統一黨均表態支持同性婚姻。
2015年5月24日，2015年愛爾蘭修憲公民投票結束。婚姻不分性別入憲公投案，獲得62.29%支持通過。愛爾蘭共和國成為首個以公投入憲方式通過同性婚姻的國家。

#### 芬蘭
自2002年3月1日起，同性伴侣可以登记为注册伴侣关系。这跟异性伴侣的婚姻有同样的权利和义务，但没有如收养权利和享有共同姓氏的权利等。
2014年12月12日芬蘭議會全體會議在二讀中以101-90的投票通過了倡議婚姻性別平等的公民提案。芬兰同性婚姻于2017年3月1日生效，为北欧国家中最後一个承認同性婚姻的国家。2017日2月17日議會以120-48的投票結果接受法律事務委員的提議，否決了倡議廢除同性婚姻立法的公民提案。芬蘭政黨中，正統芬蘭人黨和芬蘭基督教民主黨大多反對同性婚姻立法，芬蘭社會民主黨、左翼聯盟 (芬蘭)、綠色聯盟、民族聯合黨 (芬蘭)、芬蘭瑞典族人民黨大多支持，芬蘭中間黨則投票不一或反對。

#### 德國
德國早於2001年通過德國民事結合法制化。
2017年6月30日，在德國總理梅克爾允许執政黨自由投票下，德國國會最後以393名贊成、226票反對、4票棄權，通過曾在2015年於德國聯邦參議院審查過的德國同性婚姻法案。德國社會民主黨、左翼黨、聯盟90/綠黨全體成員及75名基民盟/基社盟議員投下贊成票，而226名基民盟/基社盟議員（包括梅克爾）投下了反對票。

#### 奧地利
2009年11月17日，奧地利政府宣布就承認同性民事伴侶關係的法律草案達成一致意見，同年12月，奧地利國會的下議院及上議院先後通過該法案。2010年1月1日，承認同性民事伴侶關係的法律正式生效。
2017年12月4日奧地利憲法法院裁決《奧地利婚姻法（Österreichisches Ehegesetz）》未保障同性婚姻違憲，除非國會有提早修法，否則同性婚姻將從2019年1月1日起自動生效 。
由於此期間聯合執政的政府及其占多數的國會於憲法法院做成裁決後，修法態度保守且作為不夠積極，奧地利同性婚姻拖到2019年1月1日才正式自動生效。

#### 馬爾他
在工黨贏得選舉後，馬耳他總理宣佈馬爾他政府將實現政見，通過同性婚姻立法。該法案得到在野的國民黨支持。馬爾他議會在2017年7月12日以66-1通過了同性婚姻立法草案，馬爾他總統在2017年8月1日簽署了該法律。

#### 瑞士
瑞士綠色自由黨在2013年提出承認同性婚姻的議會動議。該動議在2015年得到瑞士國會兩院的法律事務委員會通過，並著手起草法案。2018年7月6日，委員會決議同性婚姻透過立法即可達成，無須修改瑞士聯邦憲法。國民院的法律事務委員會在2019年完成立法草案，2020年1月，瑞士聯邦委員會表示支持同性婚姻草案。2020年6月國民院以132票同意、52票反對、13票棄權通過。聯邦院則在同年12月1日以22票贊成、15票反對、7票棄權過關，接著再送回國民院表決修改部分。
2020年12月18日，聯邦院以24票支持11票反對7票棄權、國民院136票支持48票反對9票棄權的票數，三讀通過修改過後的法案。該法案得到瑞士社會民主黨、自民黨.自由黨、瑞士綠黨、瑞士綠色自由黨、瑞士保守民主黨（後併入中間黨）及部份瑞士基督教民主人民黨成員的支持，遭到瑞士人民黨、瑞士基督教民主人民黨（後併入中間黨）及瑞士福音派人民黨的反對。
根據瑞士的直接民主制度，法案在國會制定後，如果反對者在三個月內蒐集到超過五萬份的聯署，該法案必須交付公投複決。2021年4月，瑞士聯邦委員會公告反對團體已提交61萬27份有效連署，並訂定於同年9月26日舉辦複決公投。該公投案最後以64.1%支持35.9%反對的投票結果，通過了支持同性婚姻立法的提案。

#### 義大利
2015年7月21日，歐洲人權法院 Oliari and others v Italy 的判決，指意大利沒有同性婚姻，同時亦沒有提供同性伴侶民事結合的權利，違反了歐洲人權法第8條 (私生活權)。意大利雖然憲法賦予宗教自由，但作為天主教徒佔多數的國家，加上教廷的首府梵蒂岡位處該國，同性伴侶權利一直受到天主教會的反對。
2016年意大利參議院正式通過民事結合，容許同性伴侶的部分權利。而根據最新的規定，經個案審查通過後，同性伴侶可以共同收養子女。

#### 斯洛維尼亞
2022年7月8日，斯洛維尼亞憲法法庭以6票贊成3票反對做出判決：基於憲法上不得存有歧視的原則，同性伴侶的婚姻及領養小孩權利應比照異性伴侶婚姻制度，並於該判決出爐後立即生效。哥洛布內閣歡迎這項判決，同年10月4日，斯洛維尼亞國民議會以48比29票通過立法（執政聯盟的自由運動、社會民主黨、左翼黨支持，在野的斯洛維尼亞民主黨、新斯洛維尼亞－基督教民主黨反對），依照憲法法庭指示完成相關修法。

#### 安道爾
2020年3月10日，安道爾民主主義者黨、安道爾自由黨和忠誠公民組成執政聯盟，提出承認同性婚姻的草案。法案於2022年4月13日前進行了公共諮詢，並於2022年7月21日由安道爾總委員會投票通過，成為新家庭法典的一部分。關於同性婚姻的條款，獲得了18票贊成，6票反對和1票棄權，而法典的其餘部分則被一致通過。這項法律由安道爾大公艾曼紐·馬克宏公佈，於2022年8月17日刊登在官方公報上，於六個月後生效。社會民主黨對該法區分民事婚姻和教會婚姻向憲法法院聲請違憲審查，憲法法院裁定該區分違憲。2023年1月30日，國會廢除了民事和教會婚姻之間的區別。

#### 愛沙尼亞
2023年3月選舉後，愛沙尼亞改革黨、愛沙尼亞200和社會民主黨聯合政府卡拉斯第三內閣於2023年4月8日公佈了聯合協議，其中承諾通過修改家庭法案，承認同性婚姻。總理卡雅·卡拉斯表示，政府將盡快立法實現婚姻平權。
該法案以55票贊成、34票反對、1票棄權、11票缺席的結果在2023年6月20日於國會通過（執政的愛沙尼亞改革黨、愛沙尼亞200和社會民主黨支持，在野的愛沙尼亞保守人民黨、愛沙尼亞中間黨、祖國反對），自2024年1月1日起生效。

### 美洲

加勒比地区同性結合關係法律的現狀
实行同性婚姻

#### 加拿大
加拿大的同性婚姻在政府面對一些列依據《加拿大人權利與自由憲章》的平等條款而發起的違憲訴訟後獲得法律地位。第一件此類案件是2001年1月14日在安大略省舉行的婚姻（哈爾彭訴加拿大案），在民法關於婚姻必須是不同性別於2003年被裁決為違憲之後獲得認可。在聯邦修法之前，類似的裁決已經使得加拿大8個省份和一個地區的同性婚姻正式通過。
2005年，聯邦修訂《民事婚姻法案》正式將婚姻的全國定義修改為「排除所有他人的兩人合法結合」，該法案獲加拿大國會通過後（加拿大眾議院158票對上133票；加拿大參議院47票對上21票），在2005年7月20日得到御准，正式成為法律。
此法案為自由黨黨主席保羅·馬丁所領導的第27屆加拿大內閣政府所支持，但後座議員可自由投票。按第38屆加拿大國會成員和同性婚姻的投票情況，其結果顯示加拿大自由黨、新民主黨和魁北克集團的成員傾向支持，加拿大保守黨的大部分成員傾向反對。
2006年保守党上台後，曾提出反對同性婚姻的法案，但因加拿大自由黨、新民主黨和魁北克集團在眾议院占多数，因此否決法案。保守党其后表示不会再提交相关法案。

#### 美國
美國國會於1996年通過《捍衛婚姻法案》（Defense of Marriage Act, 簡稱DOMA），第一次在聯邦所有事務之上將婚姻定義為之限於一男一女的結合，並允許州政府可拒絕承認在其他州的同性婚姻。
2004年5月22日，麻薩諸塞州成為首個承認同性婚姻的州。之後，陸續有多個州以立法、司法或公投手段，分別要求州政府承認同性婚姻，或強化拒絕承認同性婚姻的法令。
2012年5月9日，民主黨籍的巴拉克·歐巴馬成為首位公開支持同性婚姻的在任美國總統。
2013年6月26日，美國最高法院裁定《捍衛婚姻法案》違憲，聯邦政府承認由州政府核發的同性結婚證書，隨即各州法院陸續宣布各州的禁令違憲。2014年10月，美國最高法院駁回印地安那、奧克拉荷馬、猶他、維吉尼亞、威斯康辛等五州州政府對於聯邦上訴法庭判決的上訴，承認同性婚姻的州數增加為35州，涵蓋人口數超過總人口的64%。
2015年1月16日，美國最高法院同意受理來自第六巡迴區的4起上訴案件。2015年6月26日，美國最高法院判決同性婚姻的權利受到憲法保障，州政府不得拒絕發與同性伴侶婚姻證書，全美承認同性婚姻。
美國公眾對於同性婚姻的支持呈上升趨勢。2005年，當被問及「同性戀者間的婚姻是否應該受到法律認可，並具有與傳統婚姻相同權利」一題時，只有28%的受訪者支持，68%的受訪者反對（剩餘的4%表示不確定）。但當在2013年進行這個問題的調查的時候，50%的受訪者表示他們支持同性婚姻，41%表示反對，剩下的9%表示不確定。
2020年11月3日，內華達州以61.69％贊成，38.31％反對，通過了憲法增修的公投案，成為第一個在州憲法層級承認同性婚姻的美國洲。
2022年7月18日，眾議院以267票比157票通過《尊重婚姻法案》，該法案廢除了《捍衛婚姻法案》，並要求各州承認他州同性婚姻的有效性。2022年11月，參議院以61比36票通過了該法案修訂後的版本，眾議院以258比169票通過參議院修訂的版本（民主黨議員普遍支持該法案，少數共和黨議員支持該法案但多數反對）。

#### 墨西哥

墨西哥各州对同性关系的承认
同性婚姻在该州全境合法。
法院要求同性婚姻的合法性。
承認其他州的同性婚姻。

2009年12月21日，墨西哥首都墨西哥市通過承認同性婚姻的法律。2010年8月5日，墨西哥最高法院判決墨西哥市承認同性婚姻的法律沒有違憲。在8月10日，判決其他州要承認其婚姻效力。
2015年6月12日，墨西哥最高法院裁定州法律禁止同性婚姻違憲。由於墨西哥最高法院的裁決性質無法直接讓州法律無效，因此被拒絕結婚登記的同性伴侶仍必須向法院申請個別禁制令的補救措施，要求禁止的州發給結婚證書。此裁決被認為是技術性地達成全國承認同性婚姻。
在2022年10月26日墨西哥的塔毛利帕斯州議會通過同性婚姻立法，至此全國通過同性婚姻（墨西哥全國有1區31州）。

#### 烏拉圭
烏拉圭眾議院於2012年12月12日通過法案，將婚姻權擴展至同性伴侶。
烏拉圭參議院對法案進行細微修改，並於2013年4月2日以23-8通過法案。2013年4月10日，烏拉圭眾議院以三分之二的多數71-21通過修改後的版本（中間偏右的紅黨、左翼的廣泛陣線大多支持，右翼的民族黨大多反對）。烏拉圭總統何塞·穆希卡（屬於廣泛陣線黨）於2013年5月3日頒布法律，並於當年8月5日生效。

#### 巴西
2011年，巴西最高法院裁定既存的民事結合制度（stable union；葡萄牙語: união estável）適用於同性伴侶。巴西是聯邦制國家，與美國一樣，州擁有自主的權利立法，有些巴西的州和城市拒絕執行相關法規。
2013年5月14日國家司法會議（National Council of Justice）判決法官或公證人不能拒絕執行民事婚姻，也不能拒絕將同性伴侶的民事結合（stable civil union）轉換為民事婚姻。

#### 阿根廷
2010年5月5日眾議院以126對110票，7月15日參議院以33票對27票，批准法案將婚姻權利擴展至包含同性伴侶。議會主要政黨正義黨、公民聯盟、共和國方案、激進公民聯盟等，無一致性立場，開放自由投票。此法案得到正義黨-勝利陣線總統克里斯蒂娜·費南德茲·德基西納的支持，但受到天主教會的反對。該法律於2010年7月22日起生效。

#### 哥倫比亞
2011年7月26日，哥倫比亞憲法法院裁決同性伴侶應享有與異性伴侶因締結婚姻而產生的同等權利，並要求國會在兩年內制定相關的法律。若在2013年6月20日前未能制定，則同性伴侶自動享有與異性伴侶因締結婚姻而產生的同等關係。
2016年4月28日，哥倫比亞憲法法院裁決地方法院承認同性婚姻並不違憲，而且自2013年6月20日起締結的同性婚姻具有合法性。

#### 厄瓜多
2018年1月9日，美洲人權法院（Inter-American Court of Human Rights）做成一項有利於同性婚姻的諮詢意見，該意見對「美洲人權公約」的簽約國（包括厄瓜多在內）有約束力。
2019年6月12日，厄瓜多憲法法院裁定厄瓜多憲法保障同性婚姻，厄瓜多總統利寧·莫雷諾（屬於主權祖國聯盟運動黨）在6月20日表示他尊重憲法法院的裁決。

#### 哥斯大黎加
哥斯大黎加政府於2016年5月，向位於該國首都聖荷西的美洲人權法院（Inter-American Court of Human Rights）提出同性婚姻的法律諮詢。2018年1月9日美洲人權法院確立一項有利於同性婚姻的諮詢意見，哥斯大黎加政府宣佈將進行同性婚姻的立法。
2018年8月8日，哥斯大黎加最高法院憲法法庭（Constitutional Chamber of the Supreme Court）判決家庭法未保障同性婚姻違憲，從裁決書於同年11月26日發布於司法公報起，給予18個月時間法制化。若逾期，2020年5月26日同性婚姻將自動生效。
歡迎這項裁決的公民行動黨候選人卡洛斯·阿爾瓦拉多·奎沙達在2018年4月1日第二輪總統選舉投票中，以61%的得票率擊敗對手當選總統。
2020年5月19日，哥斯大黎加共和國立法大會以33票對上20票，否決了「要求延遲最高法院裁決生效日」的動議（此案由國家恢復黨和新共和黨提出，民族解放黨、公民行動黨、基督教社會團結黨大多傾向否決）。2020年5月26日，哥斯大黎加同性婚姻因最高法院裁決自動生效。

#### 巴拿馬
2018年1月16日，巴拿馬副總統伊莎貝爾·德聖馬洛代表政府宣布該國將完全遵守美洲人權法院（Inter-American Court of Human Rights）的諮詢意見，即美洲境內各國政府應承認並平等保障同性伴侶的結婚權及衍生自家庭關係等一切權利。而2018年2月2日巴拿馬司法部長再度重申該國推動同性婚姻法制化的立場不變。

#### 智利
從2015年10月22日起，智利開始承認同性伴侶之間的民事結合，但不得收養小孩。
2017年8月智利社會黨總統蜜雪兒·巴切萊於任期即將屆滿前，將其政黨支持的同性婚姻法案正式提交國會審查，若該法案順利通過，同性伴侶也將可合法收養小孩。然而蜜雪兒·巴切萊親自簽署並送進國會的同性婚姻法案，在她卸任總統職務時仍然沒獲國會通過。
2018年3月新任總統塞瓦斯蒂安·皮涅拉（西班牙文全名：Miguel Juan Sebastián Piñera Echenique）表示婚姻平權不是他施政的優先事項，同性婚姻法案有待國會議員的共識。在2021年12月7日，眾議院以82對20票，參議院以21對8票（中間偏左政黨聯盟選民團結如智利社會黨、基督教民主黨、爭取民主黨等，以及左派政黨聯盟擁護尊嚴如智利共產黨、民主革命、社會融合等普遍支持。右翼政黨聯盟智利前進如國家革新、獨立民主聯盟約半數支持半數反對，政治進化普遍支持）通過立法，法案經總統簽署並於官方公報公布滿90天後，於2022年3月10日正式生效，智利成為美洲第九個執行同性婚姻的國家。

#### 古巴
古巴共產黨於2022年9月25日將全國人民政權代表大會制定的新版家庭法修正案交付年滿16歲的民眾公投，得到大約三分之二的多數支持後通過。

#### 其他美洲國家
2018年1月9日，位於哥斯大黎加首都聖荷西的美洲人權法院（Inter-American Court of Human Rights）認定各國政府應承認並平等保障同性伴侶的結婚權及衍生自家庭關係等一切權利。該諮詢意見對美洲人權公約（American Convention on Human Rights）的所有簽約國均有拘束力，須配合完成同性婚姻法制化。當2018年1月9日此項美洲境內具跨國法律效力的諮詢意見公布時，至少有16個承認美洲人權法院司法管轄權的美洲人權公約簽約國尚未執行同性婚姻。

### 大洋洲

大洋洲同性結合
可註冊同性婚姻
承認外國同性婚姻証書
不能登記公民伴侶關係
同性戀非法，但法律沒有得到執行

#### 澳大利亞
在澳大利亞，近年來兩大政黨澳洲工黨及保守派聯盟主要政黨澳洲自由黨的黨魁皆支持同性婚姻，並同意在2016年大選後進行立法程序。澳洲工黨對該議題持支持態度，支持同性婚姻的國會參眾議員較反對的多。
澳洲統計局受政府委託，於2017年9月12日至11月7日進行全國自願性同性婚姻郵寄調查，於11月15日公布參與郵寄調查的澳洲公民61.6%支持同性婚姻。
同年11月30日，澳洲參議院以43票支持12票反對，三讀通過。同年12月7日澳大利亞眾议院以128票支持4票反對，正式通過同性婚姻法案，翌日由代表澳洲君主（即英國女王）的澳大利亞聯邦總督簽署，正式於同年12月9日生效，澳洲成為全球第25個承認同性婚姻的國家。按澳洲婚姻法，結婚當事人須於結婚日30天前向官方申請，所以除非獲得特許可以提前結婚的個案，一般澳洲聯邦政府官方合法承認的本國同性婚姻於2018年1月9日起執行。

#### 紐西蘭
2012年5月14日，紐西蘭工黨國會議員路易莎·沃爾表示將會提出法案《婚姻（婚姻定義）補充法案》，以正式承認同性伴侶的婚姻關係，草案在2012年5月30日提交給委員會投票。該法案得到紐西蘭工黨、奧特亞羅瓦紐西蘭綠黨及一些紐西蘭國家黨議員的支持，紐西蘭優先黨及過半紐西蘭國家黨議員的反對。
在對法案進行修改後，《婚姻（婚姻定義）補充法案》分別在2012年8月29日和2013年3月13日時於一讀以及二讀程序上獲得通過。2013年4月17日，法案在紐西蘭眾議院（一院制）以77張支持票與44張反對票而獲得通過。4月19日法案從紐西蘭總督簽屬法案獲得御准，並計劃在2013年8月19日正式生效。
紐西蘭的婚姻法只適用於紐西蘭本島以及南極洲的羅斯屬地。紐西蘭的託管地，包括庫克群島，紐埃和托克勞，有其自己的婚姻法，不執行也不承認同性婚姻。